# María Teresa Barreto
María Teresa Barreto Velásquez (Medellín, 18 marzo 1988) è un'attrice colombiana.

## Biografia
Inizia i suoi primi studi teatrali a 9 anni, alla Casa della cultura di Envigado. Dal 1999 al 2004 inizia la sua formazione musicale nella rete di gruppi musicali e scuole di musica di Medellín, suo luogo di nascita. Contemporaneamente, segue corsi negli Atéliers di recitazione con Ricardo Gonzáles, tra Medellín e Bogotà (2003-2005) e nell'Atélier Come presentare un casting al Centro di pensiero creativo a Bogotà nel 2004. Nel 2007, termina i suoi studi nell'Atélier Integrale di Teatro all'Accademia Navia di Bogotà. Nel 2011, ha fatto studi vocali con la Prof. Carolina Medina alla Casa Del Teatro Nacional in Colombia.

### Televisione
Debutta in televisione partecipando alla telenovela prodotta da Teleset Al ritmo de tu corazón (2004), nel ruolo di Tatiana, che è stata cancellata per scarso successo in Colombia dopo una settimana. Dal 2007 al 2008, nel ruolo di Luz Divina nella telenovela Un verano en Venecia, prodotte entrambe da RCN Televisión. Ritorna in Teleset, come partecipazione straordinaria, nella telenovela Operación Alligator (2008), interpretando Carolina. Partecipa anche alla telenovela Padres e Hijos (2004-2005) nel ruolo di Britney, prodotta da Colombiana de televisión e nel ruolo di Marisa Ornelas de la Torre nella telenovela di MTV Niñas mal (2010), in entrambe con Jéssica Sanjuán. Nel 2011, è nel cast di tre produzioni per Caracol Televisión: Tu Voz Estéreo, interpretando un personaggio secondario, Mónica; Los años maravillosos, interpretando Martina; Mujeres al Límite interpretando i ruoli di Nancy e Laura, entrambi secondari. Nel 2016 è nel cast di Io sono Franky.

### Teatro
Recita a 9 anni ne I tre peli dorati del diavolo, al Festival del Teatro Infantile di Medellín e nel Piccolo Principe, alla Casa della cultura di Envigado in Colombia (1997).

## Filmografia

### Cinema
- Poker (2011)
- La nostra storia (El olvido que seremos), regia di Fernando Trueba (2020)

### Televisione
- Al ritmo de tu corazón – serial TV (2004)
- Padres e hijos – serial TV (2004-2005)
- Floricienta – serial TV (2006-2007)
- Los protegidos – serial TV (2008)
- Verano en Venecia – serial TV (20)
- Niñas mal – serial TV (2010)
- Tu voz estéreo – serial TV (20)
- Mujeres al límite – serial TV (2011-2016)
- La madame – serial TV (2013)
- Los años maravillosos – serial (2014)
- La ronca de oro – serial TV (2014)
- Lady, la vendedora de rosas – serial TV (2015)
- Laura la santa colombiana – serial TV (2015)
- Io sono Franky (Yo soy Franky) – serial TV (2016)
- 2091 – seríe TV (2016-2017)
- María Magdalena – serial TV (2018-2019)
- Café con aroma de mujer – serial TV (2021)
- Hasta que la plata nos separe – serial TV (2022)

### Programmi televisivi
- MasterChef Celebrity (RCN Televisión, 2022) – Concorrente
- Duro contra el mundo (RCN Televisión, 2023) – Concorrente

## Teatro
- I tre peli dorati del diavolo
- Il piccolo principe (1997)

## Doppiatrici italiane
Nelle versioni in italiano delle opere in cui ha recitato, María Teresa Barreto è doppiata da:
- Laura Amadei in Io sono Franky